# Flughafen Kosrae

i7
i11
i13
Der Flughafen Kosrae (englisch Kosrae International Airport, IATA-Code: KSA, ICAO-Code: PTSA, FAA-LID: TTK) ist der Flughafen der Insel Kosrae im gleichnamigen Bundesstaat der Föderierten Staaten von Mikronesien. Seine Besonderheit liegt darin, dass er auf einer künstlichen Insel im Meer innerhalb des Riffgürtels der Insel gebaut wurde. Auf der Insel gab es für einen Flughafen nicht genügend flaches Gebiet.
Die von Nordosten nach Südwesten verlaufende Start- und Landebahn des im Januar 1984 eröffneten Flughafens weist eine Länge von 1753 Metern auf und ist für beide Richtungen mit Endbefeuerung (REIL), Pistenrandbefeuerung mittlerer Intensität (MIRL) und Präzisions-Anflug-Gleitwinkelbefeuerung (PAPI) ausgerüstet.
Im Durchschnitt gibt es weniger als zehn Flüge pro Woche, die den Flughafen anfliegen. Am Terminal gibt es die Gelegenheit, ein Auto zu mieten.